# SNTB2
SNTB2 (англ. Syntrophin beta 2) – білок, який кодується однойменним геном, розташованим у людей на короткому плечі 16-ї хромосоми. Довжина поліпептидного ланцюга білка становить 540 амінокислот, а молекулярна маса — 57 950.
| 10         |  | 20         |  | 30         |  | 40         |  | 50         |
| ---------- |  | ---------- |  | ---------- |  | ---------- |  | ---------- |
| MRVAAATAAA |  | GAGPAMAVWT |  | RATKAGLVEL |  | LLRERWVRVV |  | AELSGESLSL |
| TGDAAAAELE |  | PALGPAAAAF |  | NGLPNGGGAG |  | DSLPGSPSRG |  | LGPPSPPAPP |
| RGPAGEAGAS |  | PPVRRVRVVK |  | QEAGGLGISI |  | KGGRENRMPI |  | LISKIFPGLA |
| ADQSRALRLG |  | DAILSVNGTD |  | LRQATHDQAV |  | QALKRAGKEV |  | LLEVKFIREV |
| TPYIKKPSLV |  | SDLPWEGAAP |  | QSPSFSGSED |  | SGSPKHQNST |  | KDRKIIPLKM |
| CFAARNLSMP |  | DLENRLIELH |  | SPDSRNTLIL |  | RCKDTATAHS |  | WFVAIHTNIM |
| ALLPQVLAEL |  | NAMLGATSTA |  | GGSKEVKHIA |  | WLAEQAKLDG |  | GRQQWRPVLM |
| AVTEKDLLLY |  | DCMPWTRDAW |  | ASPCHSYPLV |  | ATRLVHSGSG |  | CRSPSLGSDL |
| TFATRTGSRQ |  | GIEMHLFRVE |  | THRDLSSWTR |  | ILVQGCHAAA |  | ELIKEVSLGC |
| MLNGQEVRLT |  | IHYENGFTIS |  | RENGGSSSIL |  | YRYPFERLKM |  | SADDGIRNLY |
| LDFGGPEGEL |  | TMDLHSCPKP |  | IVFVLHTFLS |  | AKVTRMGLLV |  |            |

A: Аланін

C: Цистеїн

D: Аспарагінова кислота

E: Глутамінова кислота

F: Фенілаланін

G: Гліцин

H: Гістидин

I: Ізолейцин

K: Лізин

L: Лейцин

M: Метіонін

N: Аспарагін

P: Пролін

Q: Глутамін

R: Аргінін

S: Серин

T: Треонін

V: Валін

W: Триптофан

Кодований геном білок за функцією належить до фосфопротеїнів. 
Задіяний у такому біологічному процесі, як альтернативний сплайсинг. 
Білок має сайт для зв'язування з молекулою актину, молекулою кальмодуліну, іоном кальцію. 
Локалізований у цитоплазмі, цитоскелеті, мембрані, клітинних контактах, цитоплазматичних везикулах.